# Cheilostomata
Ordre
Les Cheilostomata sont un ordre d'ectoproctes.
Cet ordre est remplacé dans la plupart des classifications modernes par celui des Cheilostomatida. 

## Liste des sous-ordres
Selon ITIS :
- sous-ordre Anasca Levinsen, 1909
- sous-ordre Ascophora Levinsen, 1909